# قلدری در مدرسه

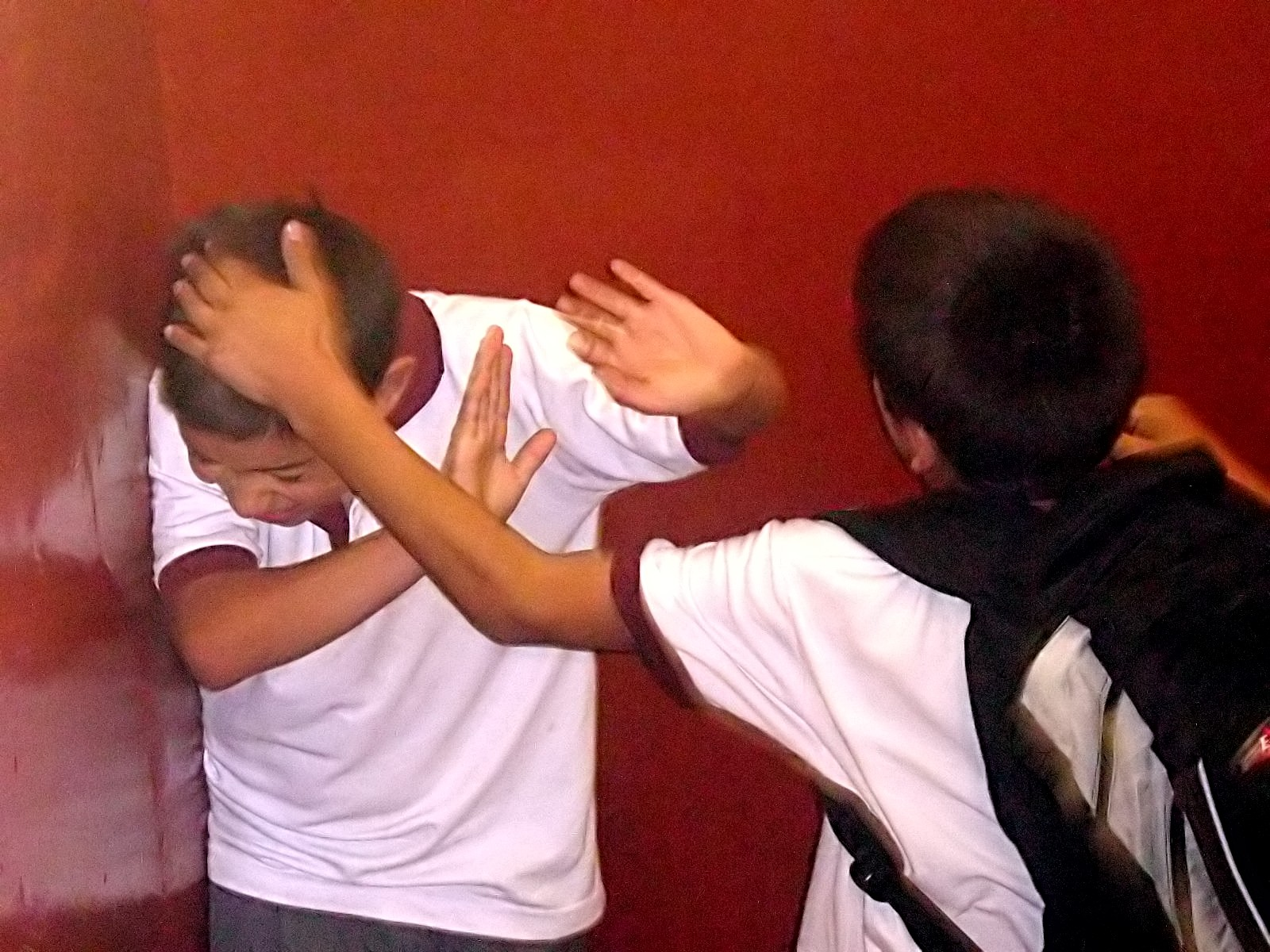
قلدری می تواند جسمی باشد.

قلدری در مدرسه (همچنین به عنوان زورگویی در مدرسه یا School bullying در انگلیسی شناخته می شود) اساساً قلدری یک اقدام خصمانه و تعمدی باهدف آسیب رساندن، ایجاد ترس از طریق تهدید و پرخاشگری بیشتر است و در موقعیتی که عدم توازن بین فرد قلدر یا گروه قلدر با قربانی یا قربانیان ادراک شود صورت می‌گیرد.  به زورگوی از طریق شبکه‌های اجتماعی، قلدری رایانه ای هم می‌گویند. آز نظر آماری ، نوع خشونت غالباً عاطفی است و بیشتر در کلاس و یا در حیاط مدرسه رخ می دهد.  
الویوس نخستین پژوهشگر اسکاندیناوی بود که در رابطه با موضوع قلدری احساس نگرانی کرد و مطالعه سامانمند خود را در مدارس نروژی و سوئدی انجام داد و دریافت که بسیاری از دانش آموزان قلدری در مدرسه را تجربه می‌کنند. یافته‌های وی نشان داد که تقریباً 7 درصد دانش آموزان اسکاندیناوی حاضر در نمونه در قلدری مدرسه درگیر بودند و بین 5 تا 15 درصد از کلاس‌های مختلف گزارش کردند که مورد قلدری قرارگرفته‌اند. یک نفر از هر هفت نفر دانش‌آموز با درجه‌ای منظم یا قلدر یا قربانی بودند. 

یافته‌های عمومی پدیده قلدری در مدرسه نشان می‌دهد که قلدری شامل رفتارهای مستقیم مانند اذیت کردن، تمسخر، تهدید، ضربه زدن و دزدی است که یک یا چند دانش‌آموز در برابر یک قربانی انجام می‌دهند. علاوه بر حملات مستقیم ذکر شده، ممکن است حتی به‌صورت غیرمستقیم از طریق محروم کردن عمدی یک دانش‌آموز صورت بگیرد تا ازلحاظ اجتماعی منزوی شود. قلدری چه به‌صورت مستقیم و چه به‌صورت غیرمستقیم اعمال شود، تهدید و ارعاب فیزیکی و روان‌شناختی به‌عنوان عنصر اصلی قلدری در طول زمان بارها و بارها جهت ایجاد الگوی مداوم تعرض و سوءاستفاده رخ می‌دهد.